# Richard Jaeckel
Richard Hanley Jaeckel (* 10. Oktober 1926 in Long Beach, Long Island, New York; † 14. Juni 1997 in Woodland Hills, Kalifornien) war ein US-amerikanischer Schauspieler.

## Leben

### Anfänge der Karriere
Nach Beendigung der High School erhielt Richard Jaeckel durch Vermittlung der Kolumnistin Louella Parsons, die mit seiner Mutter befreundet war, eine Anstellung als Bürobote bei den 20th-Century-Fox-Filmstudios. Dort wurde er wenig später von einem Produzenten entdeckt, der jugendliche Darsteller für einen Film über amerikanische GIs im Südpazifik suchte. Jaeckel erhielt eine der Rollen und gab 1943 neben Anthony Quinn in Guadalkanal – die Hölle im Pazifik sein Spielfilmdebüt. Von 1944 bis 1949 leistete Jaeckel selbst als GI Militärdienst.

### Kinorollen
Nach seiner Rückkehr nach Hollywood spielte er in Kesselschlacht sowie neben John Wayne in Du warst unser Kamerad wiederum Soldaten – Rollen, die er im Laufe seiner über 40 Jahre umspannenden Karriere noch oft spielen sollte. Häufig wurde der mittelgroße, durchtrainierte Darsteller für stereotype Gangster und Killer besetzt. Oft spielte Jaeckel in Western wie Chisum (neben John Wayne), in Sam Peckinpahs Pat Garrett jagt Billy the Kid, neben Gregory Peck in Der Scharfschütze, neben Burt Lancaster in Keine Gnade für Ulzana, neben Glenn Ford in Zähl' bis drei und bete und neben Elvis Presley in Flammender Stern. Daneben war er in zahlreichen anderen Genres zu sehen: In Dramen wie Kehr zurück, kleine Sheba! (mit Burt Lancaster), Science-Fiction-Filmen wie in der amerikanisch-japanischen Billigproduktion Monster aus dem All, in John Carpenters Starman und neben Joseph Cotten in U 4000 – Panik unter dem Ozean und Komödien wie der Westernparodie Vier für Texas (mit Frank Sinatra und Dean Martin) und der Katastrophenfilm-Parodie Die unglaubliche Reise in einem verrückten Raumschiff und Familienfilmen wie Herbie dreht durch.
Nur selten erhielt er Rollen, in denen er sein schauspielerisches Können abseits der üblichen Schurkenrollen zu Entfaltung bringen konnte. So wurde er 1970 von Paul Newman für dessen Film Sie möchten Giganten sein engagiert. Jaeckel verkörperte in dieser Saga einer Holzfällerfamilie den Sohn von Henry Fonda, der zwischen mehreren Baumstämmen eingeklemmt ertrinkt, während sein Bruder (dargestellt von Newman, der zugleich Regie führte) verzweifelte Rettungsversuche unternimmt. Diese tragikomische Rolle brachte Jaeckel eine Oscar-Nominierung als bester Nebendarsteller ein. Drei Jahre später spielte er im Thriller Unter Wasser stirbt man nicht erneut an der Seite von Newman.
Einem breiten Publikum wurde Jaeckel vor allem durch Robert Aldrichs Kriegsfilm Das dreckige Dutzend bekannt, in dem ein amerikanischer Major (Lee Marvin) eine Kampfgruppe aus teilweise verurteilten Schwerverbrechern (unter anderem Charles Bronson und Telly Savalas) zusammenstellt, die im Zweiten Weltkrieg zu einem Himmelfahrtskommando in das besetzte Frankreich geschickt werden, durch das sie entweder den Tod oder Generalamnestie finden. Neben Marvin verkörpert Richard Jaeckel als aufrechter Sergeant Clyde Bowren den einzigen Soldaten, der sich freiwillig zu diesem Kommando meldet. 18 Jahre später standen Jaeckel und Marvin für die Fortsetzung, diesmal als Fernsehproduktion, in den gleichen Rollen erneut vor der Kamera.
Daneben war Jaeckel in zahlreichen weiteren Kriegsfilmen zu sehen; er spielte neben Lee Marvin und Jack Palance in Ardennen 1944 (Regie: Robert Aldrich), neben Aldo Ray in Die Nackten und die Toten, neben James Cagney in Der Admiral, neben Ursula Andress in Einmal noch bevor ich sterbe, neben William Holden in Die Teufelsbrigade und in Stadt ohne Mitleid einen der Angeklagten, die Kirk Douglas vor dem Militärgericht verteidigt.

### Fernsehen
In Fernsehserien übernahm Jaeckel häufig Gastrollen, beispielsweise in Bonanza, Perry Mason, Mord ist ihr Hobby und Dallas. In der Krimiserie Los Angeles 1937 wirkte er 1972/73 in sechs Folgen als Polizeilieutenant mit. In der Krimiserie Spenser nach den Romanen von Robert B. Parker verkörperte er von 1985 bis 1987 als Polizeileutnant Martin Quirk den gesetzestreuen Freund der Titelfigur (Robert Urich). Seine letzte Rolle war der ebenfalls positiv besetzte Lt. Ben Edwards, den er von 1991 bis 1992 sowie bei Gastauftritten 1993 und 1994 in der Serie Baywatch – Die Rettungsschwimmer von Malibu spielte.

### Lebensende
Im Jahr 1994 verlor er aufgrund von Millionenschulden sein Haus in Brentwood, Kalifornien und die meisten seiner Besitztümer. Im selben Jahr erkrankte Jaeckel an schwarzem Hautkrebs. Er starb am 14. Juni 1997 in einem kalifornischen Pflegeheim für Filmschaffende, dem Motion Picture & Television Country House and Hospital.
Sein Sohn Barry Jaeckel war eine Zeit lang als Profi-Golfer erfolgreich.

## Filmografie (Auswahl)
- 1943: Guadalkanal – die Hölle im Pazifik (Guadalcanal Diary)
- 1944: Mission im Pazifik (Wing and a Prayer)
- 1949: Die Brut des Satans (City Across the River)
- 1949: Kesselschlacht (Battleground)
- 1949: Du warst unser Kamerad (Sands of Iwo Jima)
- 1950: Der Scharfschütze (The Gunfighter)
- 1950: Gefährliche Mission (Wyoming Mail)
- 1951: Der Seewolf von Barracuda (The Sea Hornet)
- 1952: Mördersyndikat San Francisco (Hoodlum Empire)
- 1952: My Son John
- 1952: Kehr zurück, kleine Sheba (Come Back, Little Sheba)
- 1953: Big Leaguer
- 1954: Hotel Schanghai (The Shanghai Story)
- 1955: Rauhe Gesellen (The Violent Men)
- 1956: Ardennen 1944 (Attack)
- 1957: Zähl bis drei und bete (3:10 to Yuma)
- 1958: Cowboy
- 1958: Der Henker ist unterwegs (The Lineup)
- 1958: Die Nackten und die Toten (The Naked and the Dead)
- 1958: Strich durch die Rechnung (The Gun Runners)
- 1958: Wenn die Hölle losbricht (When Hell Broke Loose)
- 1959: Der Texaner (The Texan, Fernsehserie, Folge 1x20)
- 1959: Gnadenlose Stadt (Naked City, Fernsehserie, Folge 1x29)
- 1960: Abenteuer im wilden Westen (Zane Grey Theater, Fernsehserie, Folge 4x19)
- 1960: Insel der Sadisten (Platinum High School)
- 1960: Der Admiral (The Gallant Hours)
- 1960: 77 Sunset Strip (Fernsehserie, Folge 3x04)
- 1960: The Rebel (Fernsehserie, 2 Folgen)
- 1960: Flammender Stern (Flaming Star)
- 1960: Die Unbestechlichen (The Untouchables, Fernsehserie, Folge 2x10)
- 1961–1965: Alfred Hitchcock präsentiert (Alfred Hitchcock Presents, Fernsehserie, 4 Folgen)
- 1961: Stadt ohne Mitleid (Town Without Pity)
- 1963: Stahlhagel (The Young and The Brave)
- 1963: Vier für Texas (4 for Texas)
- 1963/1966: Perry Mason (Fernsehserie, 2 Folgen)
- 1963–1975: Rauchende Colts (Gunsmoke, Fernsehserie, 4 Folgen)
- 1964: Die Leute von der Shiloh Ranch (The Virginian, Fernsehserie, Folge 2x21)
- 1964/1967: Bonanza (Fernsehserie, 2 Folgen)
- 1965: Hetzjagd in Ketten (Nightmare in the Sun)
- 1965: Revolver diskutieren nicht (Town Tamer)
- 1966: Einmal noch – bevor ich sterbe (Once Before I Die)
- 1966–1967: Verrückter wilder Westen (The Wild Wild West, Fernsehserie, 2 Folgen)
- 1967: Das dreckige Dutzend (The Dirty Dozen)
- 1968: Die Teufelsbrigade (The Devil’s Brigade)
- 1968: Monster aus dem All (The Green Slime), Originaltitel: Gamma sango uchu daisakusen
- 1968: The Name of the Game (Fernsehserie, Folge 1x11)
- 1969: U 4000 – Panik unter dem Ozean (Latitude Zero)
- 1970: Chisum
- 1971: Kobra, übernehmen Sie (Mission: Impossible, Fernsehserie, Folge 6x13)
- 1971: Sie möchten Giganten sein (Sometimes a Great Notion)
- 1971/1974: FBI (The F.B.I., Fernsehserie, 2 Folgen)
- 1972: Notruf California (Emergency!, Fernsehserie, Folge 2x02)
- 1972: Keine Gnade für Ulzana (Ulzana’s Raid)
- 1972: Der Chef (Ironside, Fernsehserie, Folge 6x09)
- 1973: Das letzte Wort hat Tilby (The Red Pony, Fernsehfilm)
- 1973: Pat Garrett jagt Billy the Kid (Pat Garrett and Billy the Kid)
- 1973: Shaft (Fernsehserie, Folge 1x01)
- 1973: Revolte in der Unterwelt (The Outfit)
- 1974: Born Innocent (Fernsehfilm)
- 1974: Abenteuer der Landstraße (Movin' On, Fernsehserie, Folge 1x02)
- 1974: Petrocelli (Fernsehserie, Folge 1x11)
- 1975: Der letzte Ritt der Daltons (The Last Day, Fernsehfilm)
- 1975: Unter Wasser stirbt man nicht (The Drowning Pool)
- 1975: Cannon (Fernsehserie, Folge 5x03)
- 1975: Der Große aus dem Dunkeln, Teil 2 – Allein gegen Korruption (Walking Tall Part 2)
- 1976: Baretta (Fernsehserie, Folge 2x21)
- 1976: Mako, die Bestie (Mako: The Jaws of Death)
- 1976: Grizzly
- 1976: Ein Sheriff in New York (McCloud, Fernsehserie, Folge 7x01)
- 1976–1981: Unsere kleine Farm (Little House on the Prairie, Fernsehserie, 3 Folgen)
- 1977: Das Ultimatum (Twilight’s Last Gleaming)
- 1977: Panik in der Sierra Nova (Day of the Animals)
- 1977: Speedtrap – Einsteigen, Starten, Abhauen (Speedtrap)
- 1978: Pazifikgeschwader 214 (Baa Baa Black Sheep, Fernsehserie, Folge 2x09)
- 1978: Zigarren werden nachts gerollt (Mr. No Legs)
- 1978: Colorado Saga (Centennial, Miniserie, Folge 1x03)
- 1979: Lou Grant (Fernsehserie, Folge 3x08)
- 1980: Herbie dreht durch (Herbie Goes Bananas)
- 1980: Drei Engel für Charlie (Charlie’s Angels, Fernsehserie, Folge 5x04)
- 1981: Kesse Bienen auf der Matte (...All the Marbles)
- 1982: Verschollen am Cold River (Cold River)
- 1982: Die unglaubliche Reise in einem verrückten Raumschiff (Airplane II: The Sequel)
- 1983: Matt Houston (Fernsehserie, Folge 1x11)
- 1983: Fantasy Island (Fernsehserie, Folge 6x10)
- 1983: At Ease (Fernsehserie, 14 Folgen)
- 1983: Dallas (Fernsehserie, 2 Folgen)
- 1984: Love Boat (The Love Boat, Fernsehserie, Folge 7x16)
- 1984: Die Killer-Maschine (Goma-2)
- 1984: Starman
- 1985: Mode, Models und Intrigen (Cover Up, Fernsehserie, Folge 1x12)
- 1985: Das Dreckige Dutzend 2 (The Dirty Dozen: The Next Mission, Fernsehfilm)
- 1985–1987: Spenser (Spenser: For Hire, Fernsehserie, 45 Folgen)
- 1986: Black Moon (Black Moon Rising)
- 1987: Mord ist ihr Hobby (Murder, She Wrote, Fernsehserie, Folge 4x05 Tödliche Party)
- 1988: Flugzeugträger U.S.S. Georgetown (Supercarrier, Fernsehserie, Folge 1x00)
- 1989: Baywatch – Die Rettungsschwimmer von Malibu (Baywatch: Panic at Malibu Pier, Fernsehfilm)
- 1990: Delta Force 2 – The Columbian Connection (Delta Force 2: The Colombian Connection)
- 1990: Karate Tiger 5 – König der Kickboxer (The King of the Kickboxers)
- 1991: China Beach – Frauen am Rande der Hölle (China Beach, Fernsehserie, Folge 4x13)
- 1991–1994: Baywatch – Die Rettungsschwimmer von Malibu (Baywatch, Fernsehserie, 21 Folgen)
- 1993: Martial Outlaw